# Kabaš (berg)
Kabaš (makedonska: Кабаш) är ett berg i Nordmakedonien.   Det ligger i kommunen Mavrovo i Rostuša, i den västra delen av landet, 80 kilometer väster om huvudstaden Skopje. Toppen på Kabaš är 2 391 meter över havet, eller 226 meter över den omgivande . Närmaste större samhälle är Rostuša, 16,4 kilometer söder om Kabaš. 